# Aglaope
Genre
Aglaope est un genre de lépidoptères (papillons) de la famille des Zygaenidae.

## Liste des espèces
Selon BioLib (10 juillet 2025) et Catalogue of Life (10 juillet 2025) :
- Aglaope infausta (Linnaeus, 1767)
- Aglaope labasi Oberthür, 1922
- Aglaope sanguifasciata Horie, 1994